# Görög labdarúgó-válogatott
A görög labdarúgó-válogatott Görögország nemzeti csapata, amelyet a görög labdarúgó-szövetség (Görögül: Ελληνική Ποδοσφαιρική Ομοσπονδία, magyar átírásban: Elinikí Podoszferikí Omoszpondía) irányít.
Hazai mérkőzéseiknek legtöbbször a pireuszi Karaiszkákisz Stadion ad otthont. A görögök az 1980-as Európa-bajnokság és az 1994-es világbajnokság kivételével nem szerepeltek egyetlen nemzetközi tornán sem egészen 2004-ig. Ekkor azonban hatalmas meglepetésre megnyerték a portugáliai kontinensviadalt, az egyenes kieséses szakaszban legyőzve többek között a címvédő Franciaországot, a nyitómérkőzésen és a döntőben pedig a házigazda Portugáliát.
A görögök győzelme – akik addig mindössze két rangos torán szerepeltek – nem várt siker volt. A William Hill angol fogadóiroda az Európa-bajnokság előtt 1/50-es oddsszal a 11. helyen taksálta az arányszámot egy esetleges görög győzelemre. A sportszakértők, kommentátorok és a közvélemény szerint soha még ennyire esélytelennek tartott csapat nem nyert rangos tornát. A győzelem következtében 30 helyet ugrottak 2 hónap alatt a FIFA-világranglistán. Győzelmüknek eredményeként szerepeltek a 2005-ös konföderációs kupán. Az Európa-bajnoki címük ellenére a következő nagy világeseményre a 2006-os világbajnokságra nem jutottak ki.
A 2008-as Európa-bajnokság után a 2014-es világbajnoksággal bezárólag minden nagy tornán részt vettek. A 2016-os Európa-bajnokság selejtezőiben egy csoportban szerepeltek a magyarokkal. Csoportjukban az utolsó helyen zártak, így hosszú idő után nem jutottak ki nagy válogatott tornára.

## A válogatott története

### A kezdetek
A görög labdarúgás fejlődését a huszadik század első felében súlyosan hátráltatta a polgárháború és a Balkán bizonytalan politikai helyzete. A labdarúgás csak 1979-ben vált teljesen professzionálissá. 1980-ban bejutottak az Európa-bajnokság nyolcas mezőnyébe. Az A csoportba kerültek az NSZK, Csehszlovákia és Hollandia társaságában. A hollandok ellen kezdtek és 1–0-ra kikaptak. A következő csoportmérkőzésükön 1–1-es első félidőt követően 3–1 arányban alulmaradtak a csehszlovákok ellen. Az utolsó meccsükön pedig döntetlent játszottak a tornát megnyerő NSZK-val (0–0).
Az 1994-es labdarúgó-világbajnokság volt a következő nagy esemény a görög válogatott történetében. A selejtezőcsoportból Oroszország társaságában jutottak ki a világbajnokságra, ahol a D csoportba kaptak besorolást Argentína, Bulgária és Nigéria mellett. Akárcsak 1980-ban, ismét a csoportkör után búcsúztak. Mindhárom mérkőzésen rúgott gól nélküli vereséget szenvedtek. Argentínától és Bulgáriától 4–0-ra, Nigériától 2–0-ra kaptak ki.

### Sikertelen időszak (1994–2004)
A görögök lemaradtak az 1996-os Európa-bajnokságról, miután a selejtezőcsoportjukban harmadik helyen végeztek  Oroszország és Skócia mögött. Az 1998-as világbajnokság selejtezőiben mindössze 1 ponttal kevesebbet gyűjtve végeztek a második helyezett Horvátország mögött, így lemondhattak a pótselejtezőt érő helyezésről. A 2000-es Európa-bajnokság selejtezőiben ismét a harmadik helyen zártak a selejtezőcsoportjukban. Szlovénia két ponttal előzte meg a görögöket, de a legnagyobb csalódást mégis az keltette, hogy hazai pályán vereséget szenvedtek Lettországtól, aminek következtében az aktuális szövetségi kapitányt Kósztasz Polihporníut kirúgták.
A 2002-es világbajnokság selejtezői után a negyedik helyet szerezték meg Németország, Anglia és Finnország mögött. Ennek eredményeként nem volt meglepetés Vasszílisz Daníl menesztése, akinek a helyét a német Otto Rehhagel vette át a görög kispadon.

### 2004-es Európa-bajnokság

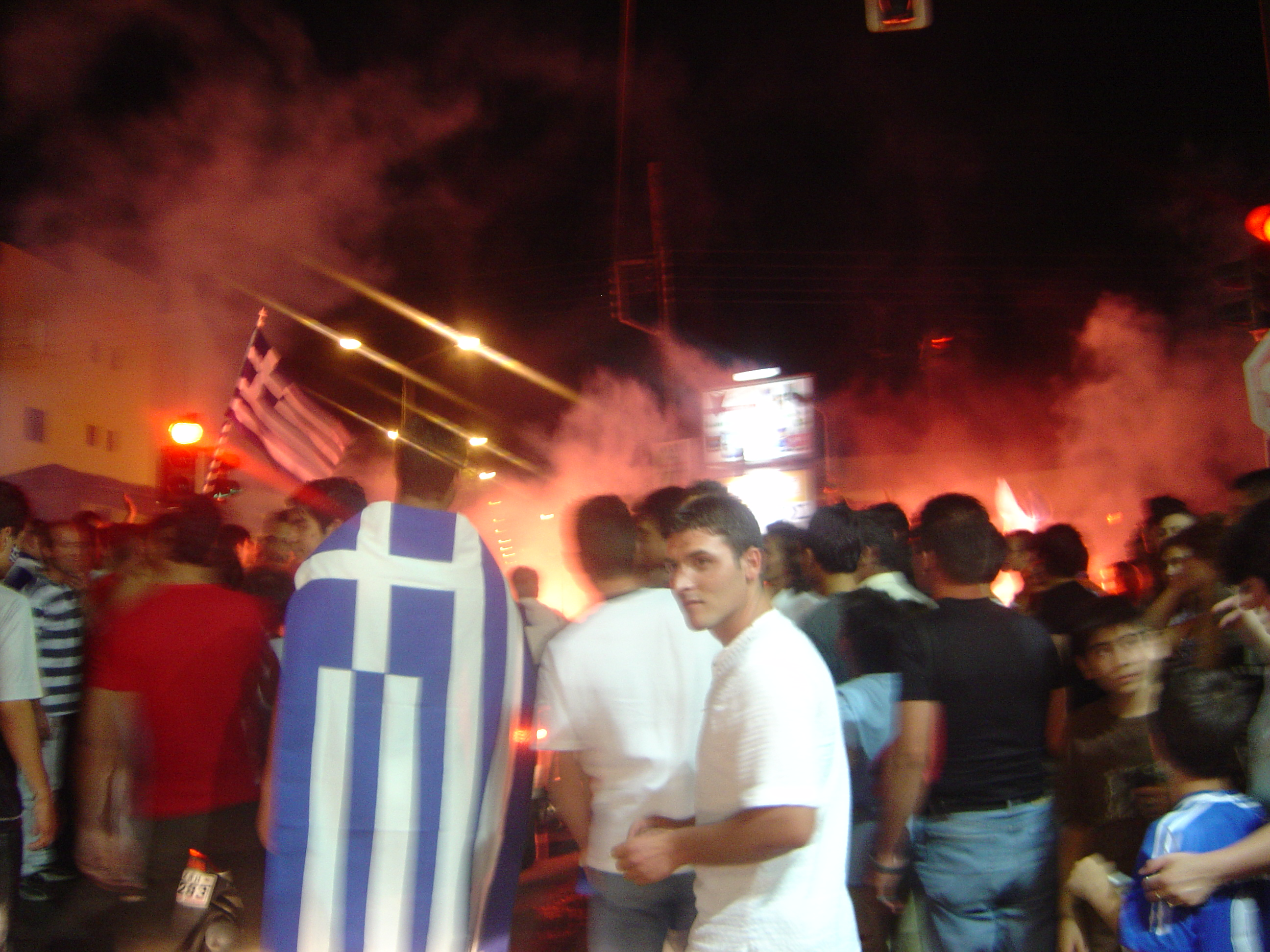
Görög szurkolók ünneplik csapatuk 2004-es Európa-bajnoki győzelmét.

A selejtezősorozatot nem kezdte valami túl jól Görögország, 2–0-s vereség Spanyolország és Ukrajna ellen. Ezután azonban az összes hátralévő mérkőzést –szám szerint hatot– megnyerve 24 év után az első helyen jutottak ki Otto Rehhagel vezetésével az Európa-bajnokságra.
A sorsolást követően az A csoportba kerültek a görögök. A nyitómérkőzést is ők vívták a házigazda portugálokkal, melyen Jórgosz Karangúnisz és Ángelosz Baszinász góljaival 2–1-re győztek. Következő összecsapásukon Spanyolországgal találkoztak, akik hamar megszerezték a vezetést Fernando Morientes révén. Az eredményt Ángelosz Harisztéasz egyenlítette ki és ami a későbbiekben már nem is változott, így a vége 1–1 lett. A görögök kényelmes pozícióban várhatták az utolsó meccsüket. Az az Oroszország volt az ellenfél, aki ekkor már biztosan kiesett. A görögök 2–1-s vereséget szenvedtek ugyan, de második helyen továbbjutottak. A negyeddöntőben a címvédő Franciaország várt rájuk, akiket nagy meglepetésre Harisztéasz 65. percben szerzett góljával ejtettek ki. Az elődöntőben a végső győzelemre is esélyes Csehország következett, akik eddig százszázalékosan álltak a tornán (4-ből 4 győzelem). A rendes játékidő nem hozott döntést, a mérkőzés 90 perc után 0–0-val zárult. Következett a ráadás, ahol Traianósz Délasz fejesének köszönhetően ezüst góllal kerültek a döntőbe a görögök.

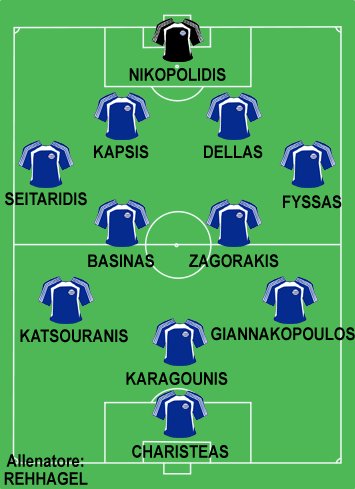
A görögök felállása a 2004-es Európa-bajnokságon.

Ez volt az első alkalom, hogy ugyanaz a két csapat játszotta a döntőt, aki a nyitómérkőzést. Az 57. percben Harisztéasz megszerezte a vezetést csapata számára. Innentől kezdve a portugálok magasabb sebességre kapcsoltak és megpróbálták bedarálni a görögöket, akik azonban hősiesen állták a portugál támadásokat és végül 1–0-ra megnyerték a mérkőzést, ami az Európa-bajnoki címet jelentette számukra.

### 2005-ös konföderációs kupa, 2006-os vb
A 2004-es Európa-bajnoki címüknek eredményeként részt vehettek a Németországban rendezett 2005-ös konföderációs kupán. Vereséget szenvedtek Brazília (0–3) és Japán (0–1) ellen, Mexikóval pedig egy 0–0-s döntetlent játszottak.
A 2006-os labdarúgó-világbajnokság selejtezőiben Ukrajna, Törökország, Dánia, Albánia, Grúzia és Kazahsztán jutott ellenfélül. Friss Európa-bajnokként vágtak bele a selejtező sorozatba. Első mérkőzésükön nem kis meglepetésre mindjárt 2–1-es vereséget szenvedtek Albániától. Majd Törökország ellen 0–0-t, Ukrajnával pedig 1–1-et játszottak. Ezután zsinórban 4 győzelem következett Kazahsztán (3–1), Dánia (2–1), Grúzia (3–1) és Albánia (2–0) ellen. Ekkor még volt esélyük a kijutásra, azonban Törökországban csak egy 0–0-s döntetlent értek el akárcsak az odavágón, Ukrajna ellen pedig hazai pályán 1–0-s vereséget szenvedtek. Mindez azt jelentette, hogy függetlenül a további eredményektől, Görögország aktuális Eb győztesként lemaradt a 2006-os világbajnokságról.

### 2008-as Európa-bajnokság
A 2008-as kontinenstornára sikeresen vette a selejtezőbéli akadályokat Görögország. Az C csoportot 31 ponttal zárva magabiztosan jutottak ki az Európa-bajnokságra. Mindössze csak 5 pontot veszítettek, ebből 3-at Törökország ellen hazai pályán, amikor 4–1-es vereséget szenvedtek. Az Eb-n a D csoportba sorsolták őket. Svédországtól 2–0-ra, Oroszországtól 1–0-ra, míg a későbbi győztes Spanyolországtól 2–1-re kaptak ki, így címvédőként már a csoportkör után búcsúzni kényszerültek.

### 2010-es világbajnokság

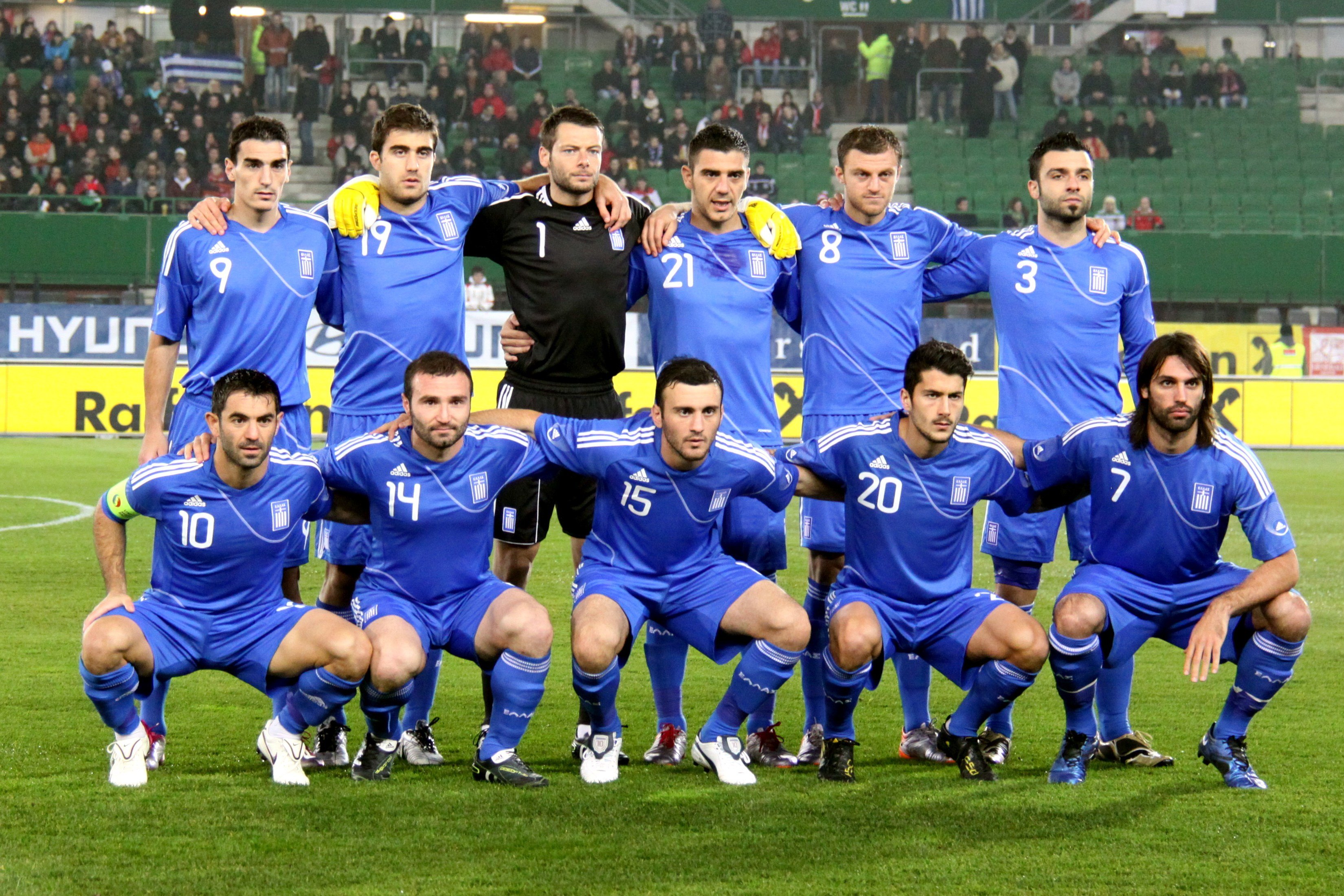
Görög labdarúgó-válogatott (2010-11-17)

Az Európa-bajnoki kiesés után következtek a 2010-es labdarúgó-világbajnokság selejtezői. Svájc mögött a második helyen végeztek a selejtezőcsoportban, így kénytelenek voltak pótselejtezőt játszani Ukrajnával. Az első mérkőzésre Görögországban került sor, ami 0–0-s döntetlennel zárult. A visszavágón Doneckben 1–0-ra győztek a görögök és kijutottak a világbajnokságra. A sorsolást 2009. december 4-én tartották Fokvárosban. A görögök két korábbi ismerőst kaptak Argentína és Nigéria személyében csoportellenfélnek, mivel az eddig egyetlen világbajnoki részvételük (1994) alkalmával is ők voltak a csoportjukban. Egyedül Dél-Korea volt ilyen szempontból újonc számukra (1994-ben Bulgária volt a 3. csapat). Dél-Koreától 2–0-ra vereséget szenvedtek a nyitótalálkozójukon. A következő mérkőzésen Nigériát legyőzték 2–1-re. Az afrikaiak szerezték meg a vezetést amit Dimítrisz Szalpingídisz egyenlített ki a 44. percben. Ez volt Görögország történetének első világbajnokságon szerzett gólja. A győzelmet pedig Vaszílisz Toroszídisz biztosította be a 71. percben. A továbbjutás azonban így sem sikerült, mivel Argentína ellen 2–0-s vereség lett a vége, bár a 77. percig döntetlenre állt a találkozó.

### 2012-es Európa-bajnokság

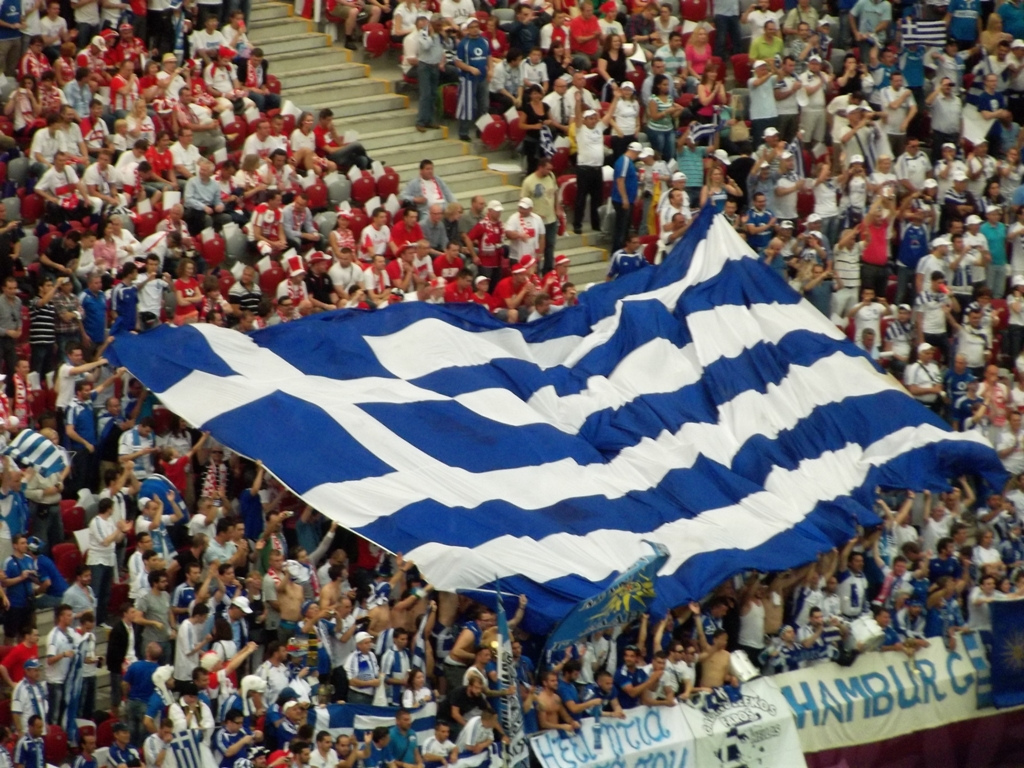
Görög szurkolók egy nagyméretű görög zászlóval a 2012-es Eb nyitómérkőzésén.

A 2012-es Európa-bajnokság selejtezőben első helyen zárta csoportját Görögország. A lejátszott 10 mérkőzésből hetet megnyertek, míg a maradék három találkozón döntetlent értek el. A végén 24 ponttal zártak –a 22 pontos Horvátország előtt– és jutottak ki az Európa-bajnokságra.
A tornán az A-csoportba kaptak besorolást a házigazda Lengyelország, Csehország és Oroszország társaságában. Akárcsak 2004-ben, ezúttal is a görögök játszhatták a torna nyitómérkőzését a házigazdával, akik jelen esetben a lengyelek voltak. Robert Lewandowski révén a hazaiak szereztek vezetést a mérkőzés 17. percében, amit az 51. percben Dimítrisz Szalpingídisz egyenlített ki és ezzel beállította az 1–1-es végeredményt. A találkozó érdekessége volt, hogy a lengyelek kapusát Wojciech Szczęsnyt a játékvezető kiállította és büntetőt ítélt a görögök javára. A tizenegyest Jórgosz Karangúnisz végezte el, azonban a Szczęsny helyére érkező Przemysław Tytońnak sikerült azt hárítania. A  görögök oldalán is volt egy kiállítás Szokrátisz Papasztathópulosz személyében, akit második sárga lapja után még az első félidő 44. percében kiállított a spanyol Carlos Velasco Carballo.
Ezt követően a második csoportmérkőzésüket 2–1-re elveszítették Csehországgal szemben. Petr Jiráček és Václav Pilař találataira Theofánisz Gékasz válaszolt, de mindez csak a szépítéshez volt elegendő. A harmadik csoportmérkőzésükön Oroszországgal találkoztak, akiknek 1 pont is elegendő lett volna a továbbjutáshoz, de a görögök védekező taktikát választva Karangúnisz góljával 1–0-ra megnyerték a találkozót és bejutottak a negyeddöntőbe, ahol Németországot kapták ellenfélül. A végeredmény 4–2 lett a németek javára, a görögök góljait Jórgosz Szamarász és Dimítrisz Szalpingídisz szerezték, utóbbit tizenegyesből.

### 2014-es világbajnokság

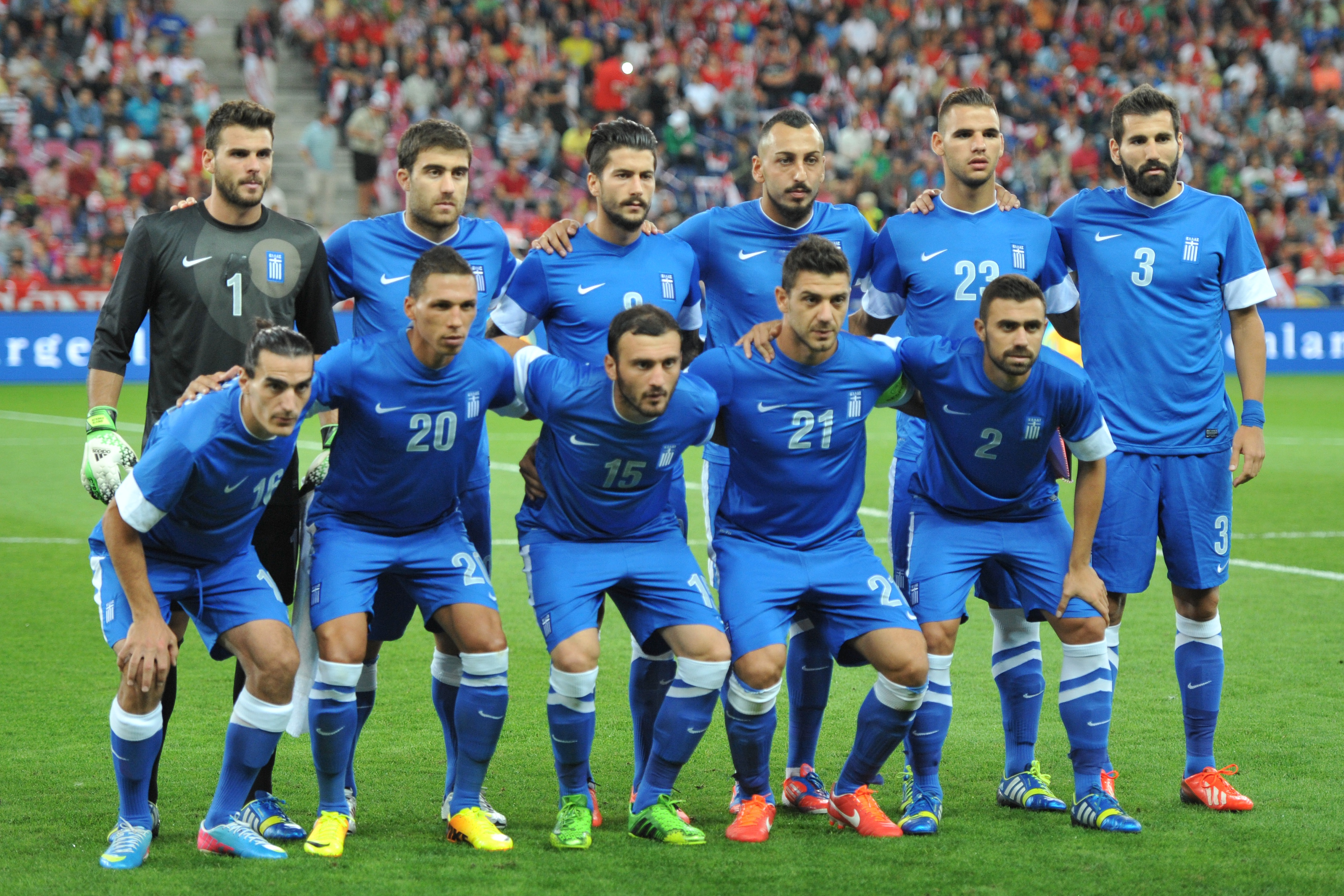
A görög labdarúgó-válogatott 2013-ban.

A 2014-es világbajnokság selejtezősorozatában a görög válogatott Bosznia-Hercegovina, Szlovákia, Litvánia, Lettország és Liechtenstein társaságában a G csoportba került. A selejtezősorozat végén azonos pontszámmal ugyan, de rosszabb gólkülönbségük miatt végül Bosznia mögött a második helyen végeztek. A lejátszott tíz mérkőzésből nyolcat megnyertek, míg a bosnyákok ellen hazai pályán 0–0-s döntetlent értek el, idegenben pedig 3–1-es vereséget szenvedtek. A második hely azt is jelentette, hogy pótselejtezőt kénytelenek játszani, melyben ellenfélnek Romániát kapták. A párharc első mérkőzését a görögök hazai környezetben 3–1 arányban megnyerték Dimítrisz Szalpingídisz illetve Kósztasz Mítroglu góljaival. Utóbbi kétszer is eredményes volt. A visszavágón Bukarestben 1–1 lett a mérkőzés végeredménye, melyen Mítroglu ismét betalált és így összesítésben 4–2-vel jutottak ki a görögök Brazíliába.
A világbajnokságon Elefántcsontpart, Japán és Kolumbia mellett a C csoportba kerültek a sorsolás után. Első mérkőzésükön sima 3–0-s vereséget szenvedtek Kolumbia ellen, amit a Japán elleni 0–0-s döntetlen követett. A harmadik mérkőzésükön Elefántcsontpart ellen Andréasz Számarisz góljával megszerezték a vezetést a találkozó 42. percében, amit Wilfried Bony egyenlített ki a 74. percben. Amikor már úgy tűnt, hogy ez marad a végeredmény a csattanó a végén érkezett egy a görögöknek megítélt büntetőből, melyet a 92. percben Jórgosz Szamarász értékesített és amellyel beállította a 2–1-es végeredményt. Történetük során első alkalommal sikerült túljutniuk a csoportkörből a nyolcaddöntőbe ahol torna meglepetés csapatával Costa Ricaval találkoztak. Bryan Ruiz szerzett vezetést a közép-amerikaiaknak, de ezt még sikerült egalizálnia a görögöknek Szokrátisz Papasztathópulosz révén a 91. percben. A rendes játékidőben már nem esett több találat, így következett a kétszer 15 perc hosszabbítás. A hosszabbításban sem született már újabb gól, ezért a döntés a büntetőkre maradt, melyben a Costa Ricaiak bizonyultak jobbnak és 5–3 arányban győztek.

### 2016-os Európa-bajnokság
2014 júliusában az olasz Claudio Ranierit nevezték ki szövetségi kapitánynak. A 2016-os Európa-bajnokság selejtezőiben vereséget szenvedtek többek között Románia, Észak-Írország, Finnország és Feröer ellen. 2014 szeptemberétől egészen 2015. októberéig –beleértve a barátságos mérkőzéseket is–, nem tudtak mérkőzést nyerni. A Feröer elleni hazai pályán elszenvedett történelmi 1–0-s vereség után Ranierit már novemberben menesztették. Ráadásul Feröertől idegenben is kikaptak 2–1-re. Egyedül Magyarországot tudtál legyőzni 4–3-ra az utolsó selejtezőn. Végül egy győzelemmel, három döntetlennel és hat vereséggel a csoport utolsó helyén végeztek. Hollandia és Bosznia-Hercegovina mellett a harmadik 1. kalapos válogatott volt, melynek nem sikerült kijutni az Európa-bajnokságra. Érdekesség, hogy mindhárman a 2014-es világbajnokság résztvevői voltak.

## Stadion

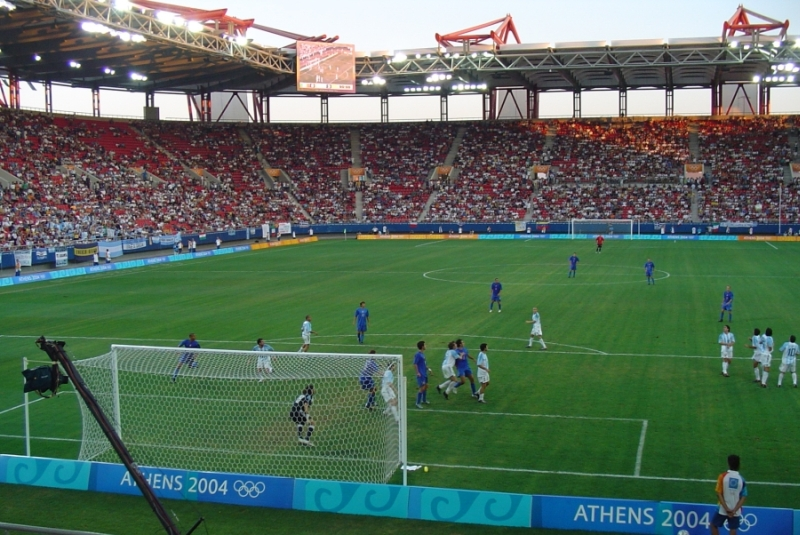
A Karaiszkákisz Stadion a görög válogatott otthona 2004. óta.

A görög labdarúgó-válogatott eddigi története során általában Athénban, de természetesen szerte az ország más városaiban is pályára lépett már. A jelenlegi otthonuk a 2004-es felújítása óta a pireuszi Karaiszkákisz Stadion, amely az Olimbiakósz otthona is egyben.
Az első válogatott mérkőzést –melyet 1929-ben rendeztek meg– követő 33 évben az Apósztolosz Nikolaídisz Stadion számított az első számú stadionnak az országban. 1962-ben a Níkosz Gúmasz Stadionban léptek pályára. Athénon kívül először a Szaloniki Kaftanzóglio Stadionban szerepeltek 1966-ban. Az 1980-as évek elejéig ezek az arénák voltak váltakozva a nemzeti csapat otthonai, de ez idő alatt további görög városokban is játszottak, többek között Pátrában és Kaválában.
Az 1982-ben átadott újjáépített athéni Olimpiai Stadion lett a legnagyobb létesítmény az országban és ezáltal a válogatott első számú otthona is az 1980-as és az 1990-es években.

## Nemzetközi eredmények
Labdarúgó-Európa-bajnokság
- Győztes: 1 alkalommal (2004)

Egyéb díjak
- Laureus-díj – Az év csapata (2005)
- Konföderációs kupa Fair play díj – 2005
- World Soccer Magazine – Az év csapata (1): 2004

### Világbajnokság
| Világbajnokság | Világbajnokság | Világbajnokság | Világbajnokság | Világbajnokság | Világbajnokság | Világbajnokság | Világbajnokság | Világbajnokság | Világbajnokság | Selejtezők | Selejtezők | Selejtezők | Selejtezők | Selejtezők | Selejtezők | Selejtezők |
| Év             | Eredmény       | H.             | M              | Gy             | D              | V              | G+             | G–             | Keret          | H.         | M          | Gy         | D          | V          | G+         | G–         |
| -------------- | -------------- | -------------- | -------------- | -------------- | -------------- | -------------- | -------------- | -------------- | -------------- | ---------- | ---------- | ---------- | ---------- | ---------- | ---------- | ---------- |
| 1930           | nem indult     | nem indult     | nem indult     | nem indult     | nem indult     | nem indult     | nem indult     | nem indult     | nem indult     | nem indult | nem indult | nem indult | nem indult | nem indult | nem indult | nem indult |
| 1934           | nem jutott ki  | nem jutott ki  | nem jutott ki  | nem jutott ki  | nem jutott ki  | nem jutott ki  | nem jutott ki  | nem jutott ki  | nem jutott ki  | 2.         | 1          | 0          | 0          | 1          | 0          | 4          |
| 1938           | nem jutott ki  | nem jutott ki  | nem jutott ki  | nem jutott ki  | nem jutott ki  | nem jutott ki  | nem jutott ki  | nem jutott ki  | nem jutott ki  | 1.         | 3          | 2          | 0          | 1          | 5          | 12         |
| 1950           | nem indult     | nem indult     | nem indult     | nem indult     | nem indult     | nem indult     | nem indult     | nem indult     | nem indult     | nem indult | nem indult | nem indult | nem indult | nem indult | nem indult | nem indult |
| 1954           | nem jutott ki  | nem jutott ki  | nem jutott ki  | nem jutott ki  | nem jutott ki  | nem jutott ki  | nem jutott ki  | nem jutott ki  | nem jutott ki  | 2.         | 4          | 2          | 0          | 2          | 3          | 2          |
| 1958           | nem jutott ki  | nem jutott ki  | nem jutott ki  | nem jutott ki  | nem jutott ki  | nem jutott ki  | nem jutott ki  | nem jutott ki  | nem jutott ki  | 3.         | 4          | 0          | 1          | 3          | 2          | 9          |
| 1962           | nem jutott ki  | nem jutott ki  | nem jutott ki  | nem jutott ki  | nem jutott ki  | nem jutott ki  | nem jutott ki  | nem jutott ki  | nem jutott ki  | 3.         | 4          | 1          | 0          | 3          | 3          | 8          |
| 1966           | nem jutott ki  | nem jutott ki  | nem jutott ki  | nem jutott ki  | nem jutott ki  | nem jutott ki  | nem jutott ki  | nem jutott ki  | nem jutott ki  | 3.         | 6          | 2          | 1          | 3          | 10         | 14         |
| 1970           | nem jutott ki  | nem jutott ki  | nem jutott ki  | nem jutott ki  | nem jutott ki  | nem jutott ki  | nem jutott ki  | nem jutott ki  | nem jutott ki  | 2.         | 6          | 2          | 3          | 1          | 13         | 9          |
| 1974           | nem jutott ki  | nem jutott ki  | nem jutott ki  | nem jutott ki  | nem jutott ki  | nem jutott ki  | nem jutott ki  | nem jutott ki  | nem jutott ki  | 3.         | 4          | 0          | 0          | 4          | 5          | 11         |
| 1978           | nem jutott ki  | nem jutott ki  | nem jutott ki  | nem jutott ki  | nem jutott ki  | nem jutott ki  | nem jutott ki  | nem jutott ki  | nem jutott ki  | 3.         | 4          | 1          | 1          | 2          | 2          | 6          |
| 1982           | nem jutott ki  | nem jutott ki  | nem jutott ki  | nem jutott ki  | nem jutott ki  | nem jutott ki  | nem jutott ki  | nem jutott ki  | nem jutott ki  | 4.         | 8          | 3          | 1          | 4          | 10         | 13         |
| 1986           | nem jutott ki  | nem jutott ki  | nem jutott ki  | nem jutott ki  | nem jutott ki  | nem jutott ki  | nem jutott ki  | nem jutott ki  | nem jutott ki  | 4.         | 6          | 1          | 2          | 3          | 5          | 10         |
| 1990           | nem jutott ki  | nem jutott ki  | nem jutott ki  | nem jutott ki  | nem jutott ki  | nem jutott ki  | nem jutott ki  | nem jutott ki  | nem jutott ki  | 3.         | 6          | 1          | 2          | 3          | 3          | 15         |
| 1994           | Csoportkör     | 24.            | 3              | 0              | 0              | 3              | 0              | 10             | Keret          | 1.         | 8          | 6          | 2          | 0          | 10         | 2          |
| 1998           | nem jutott ki  | nem jutott ki  | nem jutott ki  | nem jutott ki  | nem jutott ki  | nem jutott ki  | nem jutott ki  | nem jutott ki  | nem jutott ki  | 3.         | 8          | 4          | 2          | 2          | 11         | 4          |
| 2002           | nem jutott ki  | nem jutott ki  | nem jutott ki  | nem jutott ki  | nem jutott ki  | nem jutott ki  | nem jutott ki  | nem jutott ki  | nem jutott ki  | 4.         | 8          | 2          | 1          | 5          | 7          | 17         |
| 2006           | nem jutott ki  | nem jutott ki  | nem jutott ki  | nem jutott ki  | nem jutott ki  | nem jutott ki  | nem jutott ki  | nem jutott ki  | nem jutott ki  | 4.         | 12         | 6          | 3          | 3          | 15         | 9          |
| 2010           | Csoportkör     | 25.            | 3              | 1              | 0              | 2              | 2              | 5              | Keret          | 2.         | 12         | 7          | 3          | 2          | 21         | 10         |
| 2014           | Nyolcaddöntő   | 13.            | 4              | 1              | 2              | 1              | 3              | 5              | Keret          | 2.         | 12         | 9          | 2          | 1          | 16         | 6          |
| 2018           | nem jutott ki  | nem jutott ki  | nem jutott ki  | nem jutott ki  | nem jutott ki  | nem jutott ki  | nem jutott ki  | nem jutott ki  | nem jutott ki  | 2.         | 12         | 5          | 5          | 2          | 18         | 10         |
| 2022           | nem jutott ki  | nem jutott ki  | nem jutott ki  | nem jutott ki  | nem jutott ki  | nem jutott ki  | nem jutott ki  | nem jutott ki  | nem jutott ki  | 3.         | 8          | 2          | 4          | 2          | 8          | 8          |
| 2026           | később         | később         | később         | később         | később         | később         | később         | később         | később         | később     | később     | később     | később     | később     | később     | később     |
| Összesen       |                | 3/22           | 10             | 2              | 2              | 6              | 5              | 20             | –              | Összesen   | 136        | 56         | 33         | 47         | 167        | 179        |

### Európa-bajnokság
Európa-bajnok
      Ezüstérem
      Bronzérem
| Európa-bajnokság | Európa-bajnokság | Európa-bajnokság | Európa-bajnokság | Európa-bajnokság | Európa-bajnokság | Európa-bajnokság | Európa-bajnokság | Európa-bajnokság | Európa-bajnokság | Selejtezők        | Selejtezők | Selejtezők | Selejtezők | Selejtezők | Selejtezők | Selejtezők |
| Év               | Eredmény         | H.               | M                | Gy               | D                | V                | G+               | G–               | Keret            | H.                | M          | Gy         | D          | V          | G+         | G–         |
| ---------------- | ---------------- | ---------------- | ---------------- | ---------------- | ---------------- | ---------------- | ---------------- | ---------------- | ---------------- | ----------------- | ---------- | ---------- | ---------- | ---------- | ---------- | ---------- |
| 1960             | nem jutott ki    | nem jutott ki    | nem jutott ki    | nem jutott ki    | nem jutott ki    | nem jutott ki    | nem jutott ki    | nem jutott ki    | nem jutott ki    | Nyolcaddöntő      | 2          | 0          | 1          | 1          | 2          | 8          |
| 1964             | nem indult       | nem indult       | nem indult       | nem indult       | nem indult       | nem indult       | nem indult       | nem indult       | nem indult       | nem indult        | nem indult | nem indult | nem indult | nem indult | nem indult | nem indult |
| 1968             | nem jutott ki    | nem jutott ki    | nem jutott ki    | nem jutott ki    | nem jutott ki    | nem jutott ki    | nem jutott ki    | nem jutott ki    | nem jutott ki    | 2.                | 5          | 2          | 1          | 2          | 7          | 8          |
| 1972             | nem jutott ki    | nem jutott ki    | nem jutott ki    | nem jutott ki    | nem jutott ki    | nem jutott ki    | nem jutott ki    | nem jutott ki    | nem jutott ki    | 3.                | 6          | 1          | 1          | 4          | 3          | 8          |
| 1976             | nem jutott ki    | nem jutott ki    | nem jutott ki    | nem jutott ki    | nem jutott ki    | nem jutott ki    | nem jutott ki    | nem jutott ki    | nem jutott ki    | 2.                | 6          | 2          | 3          | 1          | 12         | 9          |
| 1980             | Csoportkör       | 8.               | 3                | 0                | 1                | 2                | 1                | 4                | Keret            | 1.                | 6          | 3          | 1          | 2          | 13         | 7          |
| 1984             | nem jutott ki    | nem jutott ki    | nem jutott ki    | nem jutott ki    | nem jutott ki    | nem jutott ki    | nem jutott ki    | nem jutott ki    | nem jutott ki    | 3.                | 8          | 3          | 2          | 3          | 8          | 10         |
| 1988             | nem jutott ki    | nem jutott ki    | nem jutott ki    | nem jutott ki    | nem jutott ki    | nem jutott ki    | nem jutott ki    | nem jutott ki    | nem jutott ki    | 2.                | 8          | 4          | 1          | 3          | 12         | 13         |
| 1992             | nem jutott ki    | nem jutott ki    | nem jutott ki    | nem jutott ki    | nem jutott ki    | nem jutott ki    | nem jutott ki    | nem jutott ki    | nem jutott ki    | 3.                | 8          | 3          | 2          | 3          | 11         | 9          |
| 1996             | nem jutott ki    | nem jutott ki    | nem jutott ki    | nem jutott ki    | nem jutott ki    | nem jutott ki    | nem jutott ki    | nem jutott ki    | nem jutott ki    | 3.                | 10         | 6          | 0          | 4          | 23         | 9          |
| 2000             | nem jutott ki    | nem jutott ki    | nem jutott ki    | nem jutott ki    | nem jutott ki    | nem jutott ki    | nem jutott ki    | nem jutott ki    | nem jutott ki    | 3.                | 10         | 4          | 3          | 3          | 13         | 8          |
| 2004             | Európa-bajnok    | 1.               | 6                | 4                | 1                | 1                | 7                | 4                | Keret            | 1.                | 8          | 6          | 0          | 2          | 8          | 4          |
| 2008             | Csoportkör       | 16.              | 3                | 0                | 0                | 3                | 1                | 5                | Keret            | 1.                | 12         | 10         | 1          | 1          | 25         | 10         |
| 2012             | Negyeddöntő      | 7.               | 4                | 1                | 1                | 2                | 5                | 7                | Keret            | 1.                | 10         | 7          | 3          | 0          | 14         | 5          |
| 2016             | nem jutott ki    | nem jutott ki    | nem jutott ki    | nem jutott ki    | nem jutott ki    | nem jutott ki    | nem jutott ki    | nem jutott ki    | nem jutott ki    | 6.                | 10         | 1          | 3          | 6          | 7          | 14         |
| 2020             | nem jutott ki    | nem jutott ki    | nem jutott ki    | nem jutott ki    | nem jutott ki    | nem jutott ki    | nem jutott ki    | nem jutott ki    | nem jutott ki    | 3.                | 10         | 4          | 2          | 4          | 12         | 14         |
| 2024             | nem jutott ki    | nem jutott ki    | nem jutott ki    | nem jutott ki    | nem jutott ki    | nem jutott ki    | nem jutott ki    | nem jutott ki    | nem jutott ki    | 3. (pótselejtező) | 10         | 5          | 2          | 3          | 19         | 8          |
| Összesen         |                  | 4/17             | 16               | 5                | 3                | 8                | 14               | 20               | –                | Összesen          | 129        | 61         | 26         | 42         | 189        | 144        |

### UEFA Nemzetek Ligája
| Csoportkör / Negyeddöntő / Osztályozó | Csoportkör / Negyeddöntő / Osztályozó | Csoportkör / Negyeddöntő / Osztályozó | Csoportkör / Negyeddöntő / Osztályozó | Csoportkör / Negyeddöntő / Osztályozó | Csoportkör / Negyeddöntő / Osztályozó | Csoportkör / Negyeddöntő / Osztályozó | Csoportkör / Negyeddöntő / Osztályozó | Csoportkör / Negyeddöntő / Osztályozó | Csoportkör / Negyeddöntő / Osztályozó | Csoportkör / Negyeddöntő / Osztályozó | Csoportkör / Negyeddöntő / Osztályozó | Egyenes kieséses szakasz | Egyenes kieséses szakasz | Egyenes kieséses szakasz | Egyenes kieséses szakasz | Egyenes kieséses szakasz | Egyenes kieséses szakasz | Egyenes kieséses szakasz | Egyenes kieséses szakasz | Egyenes kieséses szakasz |
| Szezon                                | Liga                                  | Csoport                               | H                                     | M                                     | Gy                                    | D                                     | V                                     | G+                                    | G–                                    | Feljutás/kiesés                       | Helyezés                              | Év                       | Eredmény                 | M                        | Gy                       | D                        | V                        | G+                       | G–                       | Keret                    |
| ------------------------------------- | ------------------------------------- | ------------------------------------- | ------------------------------------- | ------------------------------------- | ------------------------------------- | ------------------------------------- | ------------------------------------- | ------------------------------------- | ------------------------------------- | ------------------------------------- | ------------------------------------- | ------------------------ | ------------------------ | ------------------------ | ------------------------ | ------------------------ | ------------------------ | ------------------------ | ------------------------ | ------------------------ |
| 2018–19                               | C                                     | 2.                                    | 3.                                    | 6                                     | 3                                     | 0                                     | 3                                     | 4                                     | 5                                     | Állandó                               | 33.                                   | 2019                     | nem jutott be            | nem jutott be            | nem jutott be            | nem jutott be            | nem jutott be            | nem jutott be            | nem jutott be            | nem jutott be            |
| 2020–21                               | C                                     | 3.                                    | 2.                                    | 6                                     | 3                                     | 3                                     | 0                                     | 6                                     | 1                                     | Állandó                               | 37.                                   | 2021                     | nem jutott be            | nem jutott be            | nem jutott be            | nem jutott be            | nem jutott be            | nem jutott be            | nem jutott be            | nem jutott be            |
| 2022–23                               | C                                     | 2.                                    | 1.                                    | 6                                     | 5                                     | 0                                     | 1                                     | 10                                    | 2                                     | Növekedés                             | 34.                                   | 2023                     | nem jutott be            | nem jutott be            | nem jutott be            | nem jutott be            | nem jutott be            | nem jutott be            | nem jutott be            | nem jutott be            |
| 2024–25                               | B                                     | 1.                                    | 2.                                    | 8                                     | 6                                     | 0                                     | 2                                     | 14                                    | 5                                     | Növekedés                             | 21.                                   | 2025                     | nem jutott be            | nem jutott be            | nem jutott be            | nem jutott be            | nem jutott be            | nem jutott be            | nem jutott be            | nem jutott be            |
| 2026–27                               | A                                     |                                       |                                       |                                       |                                       |                                       |                                       |                                       |                                       |                                       |                                       | 2027                     |                          |                          |                          |                          |                          |                          |                          |                          |
| Összesen                              | Összesen                              | Összesen                              | Összesen                              | 26                                    | 17                                    | 3                                     | 6                                     | 34                                    | 13                                    |                                       |                                       |                          | 0/4                      | –                        | –                        | –                        | –                        | –                        | –                        |                          |

### Konföderációs kupa
| Év       | Eredmény      | Hely          | M             | Gy            | D             | V             | Rg            | Kg            | P             |
| -------- | ------------- | ------------- | ------------- | ------------- | ------------- | ------------- | ------------- | ------------- | ------------- |
| 1992     | Nem jutott be | Nem jutott be | Nem jutott be | Nem jutott be | Nem jutott be | Nem jutott be | Nem jutott be | Nem jutott be | Nem jutott be |
| 1995     | Nem jutott be | Nem jutott be | Nem jutott be | Nem jutott be | Nem jutott be | Nem jutott be | Nem jutott be | Nem jutott be | Nem jutott be |
| 1997     | Nem jutott be | Nem jutott be | Nem jutott be | Nem jutott be | Nem jutott be | Nem jutott be | Nem jutott be | Nem jutott be | Nem jutott be |
| 1999     | Nem jutott be | Nem jutott be | Nem jutott be | Nem jutott be | Nem jutott be | Nem jutott be | Nem jutott be | Nem jutott be | Nem jutott be |
| 2001     | Nem jutott be | Nem jutott be | Nem jutott be | Nem jutott be | Nem jutott be | Nem jutott be | Nem jutott be | Nem jutott be | Nem jutott be |
| 2003     | Nem jutott be | Nem jutott be | Nem jutott be | Nem jutott be | Nem jutott be | Nem jutott be | Nem jutott be | Nem jutott be | Nem jutott be |
| 2005     | Csoportkör    | 7.            | 3             | 0             | 1             | 2             | 0             | 4             | 2             |
| 2009     | Nem jutott be | Nem jutott be | Nem jutott be | Nem jutott be | Nem jutott be | Nem jutott be | Nem jutott be | Nem jutott be | Nem jutott be |
| 2013     | Nem jutott be | Nem jutott be | Nem jutott be | Nem jutott be | Nem jutott be | Nem jutott be | Nem jutott be | Nem jutott be | Nem jutott be |
| 2017     | Nem jutott be | Nem jutott be | Nem jutott be | Nem jutott be | Nem jutott be | Nem jutott be | Nem jutott be | Nem jutott be | Nem jutott be |
| Összesen | Csoportkör    | 1/9           | 3             | 0             | 1             | 2             | 0             | 4             | 2             |

### Olimpia
| Év       | Rendező   | Eredmény     | Hely | M | Gy | D | V | Rg | Kg |
| -------- | --------- | ------------ | ---- | - | -- | - | - | -- | -- |
| 1920     | Antwerpen | 1. forduló   | 14.  | 1 | 0  | 0 | 1 | 0  | 9  |
| 1952     | Helsinki  | Selejtezőkör | -    | 1 | 0  | 0 | 1 | 1  | 2  |
| 2004     | Athén     | Csoportkör   | 15.  | 3 | 0  | 1 | 2 | 4  | 7  |
| Összesen | Összesen  | 3/19         | 15.  | 5 | 0  | 1 | 4 | 5  | 18 |

- 1948 és 1988 között amatőr, 1992-től kezdődően U23-as játékosok vettek részt az olimpiai játékokon

## Mezek a válogatott története során

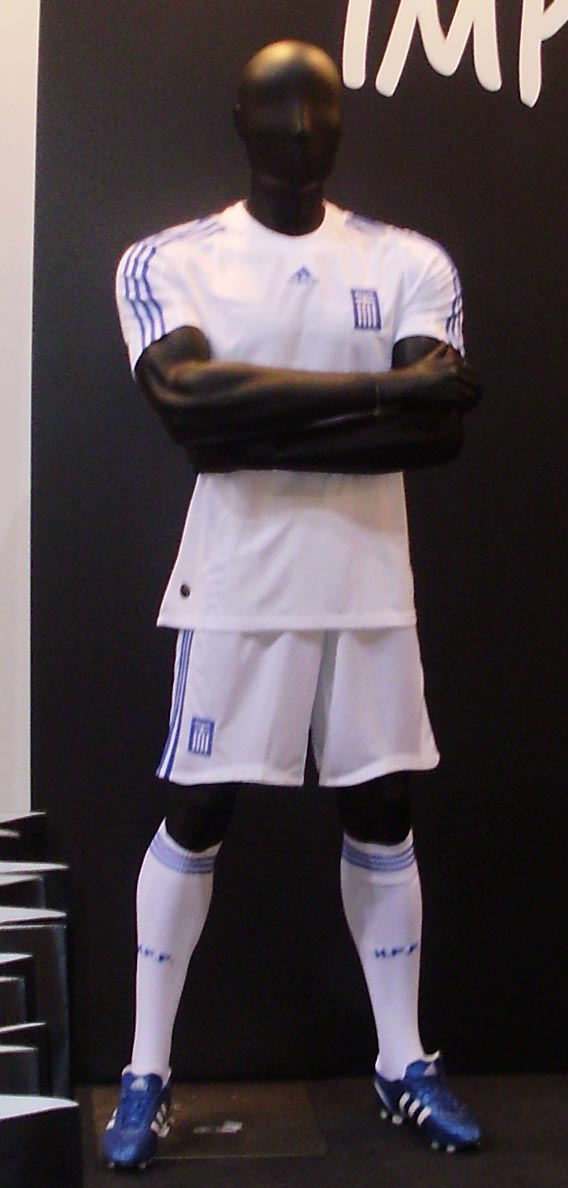
Görögország hazai szerelése 2008-ban.

A görög labdarúgó-válogatott hagyományos szerelése fehér mez, fehér nadrág és fehér sportszár, a váltómez pedig kék mezből, kék nadrágból és kék sportszárból áll. Mindez 2004-ig fordítva volt, de a 2004-es Európa-bajnoki cím megszerzése után felcserélték a sorrendet.
1990-ig a Puma, 1992–1998 között a Diadora, 1998–2001 között a Lotto, 2002–2003 között a Le Coq Sportif, 2003–2013 között pedig az adidas látta el sportszerekkel a csapatot.
2013. április 10-én bejelentették, hogy a Görög Labdarúgó-szövetség szerződést kötött az amerikai sportszergyártó céggel a Nike-val.
Hazai
| 1920 | 1929 | 1970 | 1979 | 1980-as Eb | 1982–1984 | 1987–1989 | 1989 | 1992–1993 |

| 1994-es vb | 1998 | 2000 | 2004-es Eb | 2006–2007 | 2008-as Eb | 2010-es vb | 2012-es Eb | 2014-es vb |

Idegenbeli
| 1994-es vb | 1998 | 2000 | 2004-es Eb | 2006–2007 | 2008-as Eb | 2010-es vb | 2012-es Eb | 2014-es vb |

## Játékosok

### Jelenlegi keret
A következő játékosok lettek meghívva a március 23-i  Liechtenstein és a március 26-i  Bosznia-Hercegovina elleni 2020-as labdarúgó-Európa-bajnokság selejtező mérkőzésekre. A pályára lépések és gólok száma a 2019. március 23-i  Liechtenstein elleni mérkőzés után lett frissítve.
| Mezszám       | Posztok     | Név                          | Szül. év (kor)                 | Pályára lépések | Gólok   | klub                 |         |         |         |
| Kapusok       | Kapusok     | Kapusok                      | Kapusok                        | Kapusok         | Kapusok | Kapusok              | Kapusok | Kapusok | Kapusok |
| ------------- | ----------- | ---------------------------- | ------------------------------ | --------------- | ------- | -------------------- | ------- | ------- | ------- |
| 1             | kapus       | Odiszéasz Vlahodímosz        | 1994. április 26. (31 éves)    | 2               | 0       | Benfica              |         |         |         |
| 12            | kapus       | Aléxandrosz Paszhalákisz     | 1989. július 28. (36 éves)     | 0               | 0       | PAÓK                 |         |         |         |
| 13            | kapus       | Vaszíliosz Bárkasz           | 1994. május 30. (31 éves)      | 7               | 0       | AÉK                  |         |         |         |
| Védők         |             |                              |                                |                 |         |                      |         |         |         |
| 2             | hátvéd      | Mihálisz Bakákisz            | 1991. március 18. (34 éves)    | 8               | 0       | AÉK                  |         |         |         |
| 3             | hátvéd      | Jórgosz Valeriánosz          | 1992. február 13. (33 éves)    | 0               | 0       | Árisz Theszaloníkisz |         |         |         |
| 4             | hátvéd      | Szpírosz Rizvánisz           | 1994. január 3. (31 éves)      | 1               | 0       | Atrómitosz           |         |         |         |
| 5             | hátvéd      | Dimítrisz Szióvasz           | 1988. szeptember 16. (36 éves) | 14              | 0       | Leganés              |         |         |         |
| 19            | hátvéd      | Szokrátisz Papasztathópulosz | 1988. június 9. (37 éves)      | 85              | 3       | Arsenal              |         |         |         |
| 20            | hátvéd      | Dimítriosz Kolovéciosz       | 1991. október 16. (33 éves)    | 0               | 0       | Panathinaikósz       |         |         |         |
| 23            | hátvéd      | Leonárdo Kútrisz             | 1995. július 23. (30 éves)     | 2               | 0       | Olimbiakósz          |         |         |         |
| Középpályások |             |                              |                                |                 |         |                      |         |         |         |
| 6             | Középpályás | Andréasz Buhalákisz          | 1993. április 5. (32 éves)     | 4               | 0       | Olimbiakósz          |         |         |         |
| 7             | Középpályás | Emanuíl Sziópisz             | 1994. május 15. (31 éves)      | 0               | 0       | Árisz Theszaloníkisz |         |         |         |
| 8             | Középpályás | Zéka                         | 1988. augusztus 31. (36 éves)  | 14              | 0       | København            |         |         |         |
| 10            | Középpályás | Konsztandínosz Fortúnisz     | 1992. október 16. (32 éves)    | 40              | 5       | Olimbiakósz          |         |         |         |
| 17            | Középpályás | Dimítriosz Kolovósz          | 1993. április 27. (32 éves)    | 4               | 0       | Omónia               |         |         |         |
| 18            | Középpályás | Harálambosz Mavríasz         | 1994. február 21. (31 éves)    | 5               | 0       | Omónia               |         |         |         |
| 21            | Középpályás | Dimítrisz Kurmbélisz         | 1993. november 2. (31 éves)    | 8               | 0       | Panathinaikósz       |         |         |         |
| 22            | Középpályás | Andréasz Számarisz           | 1989. június 13. (36 éves)     | 8               | 0       | Benfica              |         |         |         |
| Csatárok      |             |                              |                                |                 |         |                      |         |         |         |
| 9             | csatár      | Efthímisz Kulúrisz           | 1996. március 6. (29 éves)     | 6               | 0       | Atrómitosz           |         |         |         |
| 11            | csatár      | Kósztasz Mítroglu            | 1988. március 12. (37 éves)    | 65              | 17      | Galatasaray          |         |         |         |
| 14            | csatár      | Anasztásziosz Bakaszétasz    | 1993. június 28. (32 éves)     | 20              | 0       | AÉK                  |         |         |         |
| 15            | csatár      | Anasztásziosz Dónisz         | 1996. augusztus 29. (28 éves)  | 8               | 1       | Stuttgart            |         |         |         |
| 16            | csatár      | Jórgosz Maszúrasz            | 1994. január 1. (31 éves)      | 2               | 0       | Olimbiakósz          |         |         |         |

### A válogatott bő keretéhez tartozó játékosok
| Posztok       | Név                        | Szül. év (kor)                 | Pályára lépések | gólok   | klub                | Utolsó pályára lépese/behívása           | Megjegyzés: |         |         |
| Kapusok       | Kapusok                    | Kapusok                        | Kapusok         | Kapusok | Kapusok             | Kapusok                                  | Kapusok     | Kapusok | Kapusok |
| ------------- | -------------------------- | ------------------------------ | --------------- | ------- | ------------------- | ---------------------------------------- | ----------- | ------- | ------- |
| kapus         | Orésztisz Karnézisz        | 1985. június 11. (40 éves)     | 49              | 0       | Napoli              | Finnország ellen, 2018. október 15.      |             |         |         |
| kapus         | Andréasz Janiótisz         | 1992. december 18. (32 éves)   | 2               | 0       | Olimbiakósz         | Magyarország ellen, 2018. szeptember 11. |             |         |         |
| Védők         |                            |                                |                 |         |                     |                                          |             |         |         |
| hátvéd        | Vaszílisz Toroszídisz      | 1985. június 10. (40 éves)     | 100             | 10      | Olimbiakósz         | Észtország ellen, 2018. november 18.     | sérült      |         |         |
| hátvéd        | Dimítrisz Janúlisz         | 1995. október 17. (29 éves)    | 2               | 0       | PAÓK                | Észtország ellen, 2018. november 18.     |             |         |         |
| hátvéd        | Vaszílisz Lambrópulosz     | 1990. március 3. (35 éves)     | 2               | 0       | AÉK                 | Észtország ellen, 2018. november 18.     |             |         |         |
| hátvéd        | Kósztasz Manolász          | 1990. március 3. (35 éves)     | 39              | 1       | AS Roma             | Finnország ellen, 2018. október 15.      | sérült      |         |         |
| hátvéd        | Jeórjiosz Dzavélasz        | 1987. november 26. (37 éves)   | 30              | 2       | Alanyaspor          | Finnország ellen, 2018. október 15.      |             |         |         |
| hátvéd        | Kósztasz Cimíkasz          | 1996. május 12. (29 éves)      | 2               | 0       | Olimbiakósz         | Finnország ellen, 2018. október 15.      |             |         |         |
| hátvéd        | Máriosz Ikonómu            | 1992. október 6. (32 éves)     | 6               | 0       | AÉK                 | Magyarország ellen, 2018. szeptember 11. |             |         |         |
| hátvéd        | Harálambosz Likojánisz     | 1993. október 22. (31 éves)    | 4               | 0       | Cagliari            | Magyarország ellen, 2018. szeptember 11. |             |         |         |
| hátvéd        | Dimítrisz Nikoláu          | 1998. augusztus 13. (26 éves)  | 1               | 0       | Empoli              | Szaúd-Arábia ellen, 2018. május 15.      |             |         |         |
| hátvéd        | Dimítrisz Hadziiszaíasz    | 1992. szeptember 21. (32 éves) | 0               | 0       | Atrómitosz          | Szaúd-Arábia ellen, 2018. május 15.      |             |         |         |
| hátvéd        | Triandáfilosz Paszalídisz  | 1996. július 19. (29 éves)     | 0               | 0       | Asztérasz           | Szaúd-Arábia ellen, 2018. május 15.      |             |         |         |
| hátvéd        | Kiriákosz Papadópulosz     | 1992. február 23. (33 éves)    | 29              | 4       | Hamburger SV        | Egyiptom ellen, 2018. március 27.        | sérült      |         |         |
| hátvéd        | Kósztasz Sztafilídisz      | 1993. december 2. (31 éves)    | 24              | 2       | FC Augsburg         | Egyiptom ellen, 2018. március 27.        | sérült      |         |         |
| hátvéd        | Panajótisz Récosz          | 1998. augusztus 9. (26 éves)   | 5               | 0       | Bayer Leverkusen    | Egyiptom ellen, 2018. március 27.        | sérült      |         |         |
| Középpályások |                            |                                |                 |         |                     |                                          |             |         |         |
| Középpályás   | Pétrosz Mándalosz          | 1991. augusztus 31. (33 éves)  | 22              | 2       | AÉK                 | Észtország ellen, 2018. november 18.     | sérült      |         |         |
| Középpályás   | Dimítrisz Pélkasz          | 1993. október 26. (31 éves)    | 12              | 0       | PAÓK                | Észtország ellen, 2018. november 18.     | sérült      |         |         |
| Középpályás   | Aléxandrosz Dziólisz       | 1985. február 13. (40 éves)    | 75              | 2       | el-Fajhá            | Finnország ellen, 2018. október 15.      |             |         |         |
| Középpályás   | Lázarosz Hrisztodulópulosz | 1986. december 19. (38 éves)   | 35              | 1       | Olimbiakósz         | Finnország ellen, 2018. október 15.      | sérült      |         |         |
| Középpályás   | Joánisz Fetfadzídisz       | 1990. december 21. (34 éves)   | 25              | 3       | Árisz               | Finnország ellen, 2018. október 15.      |             |         |         |
| Középpályás   | Panajótisz Tahcídisz       | 1991. február 15. (34 éves)    | 25              | 1       | Lecce               | Szaúd-Arábia ellen, 2018. május 15.      |             |         |         |
| Középpályás   | Thanászisz Andrúcosz       | 1997. május 6. (28 éves)       | 1               | 0       | Olimbiakósz         | Szaúd-Arábia ellen, 2018. május 15.      |             |         |         |
| Középpályás   | Kósztasz Galanópulosz      | 1997. december 28. (27 éves)   | 1               | 0       | AÉK                 | Szaúd-Arábia ellen, 2018. május 15.      |             |         |         |
| Csatárok      |                            |                                |                 |         |                     |                                          |             |         |         |
| Csatár        | Níkosz Karélisz            | 1992. február 24. (33 éves)    | 19              | 3       | PAÓK                | Észtország ellen, 2018. november 18.     |             |         |         |
| Csatár        | Dimítrisz Limniósz         | 1998. május 27. (27 éves)      | 1               | 0       | PAÓK                | Szaúd-Arábia ellen, 2018. május 15.      |             |         |         |
| Csatár        | Mihálisz Maniász           | 1990. február 20. (35 éves)    | 1               | 0       | Asztérasz Trípolisz | Szaúd-Arábia ellen, 2018. május 15.      |             |         |         |
| Csatár        | Jánisz Janiótasz           | 1993. április 29. (32 éves)    | 9               | 2       | AÉK                 | Egyiptom ellen, 2018. március 27.        |             |         |         |

## Válogatottsági rekordok
Az adatok 2016. november 13. állapotoknak felelnek meg.
- A még aktív játékosok (félkövérrel) vannak megjelölve.

### Legtöbbször pályára lépett játékosok

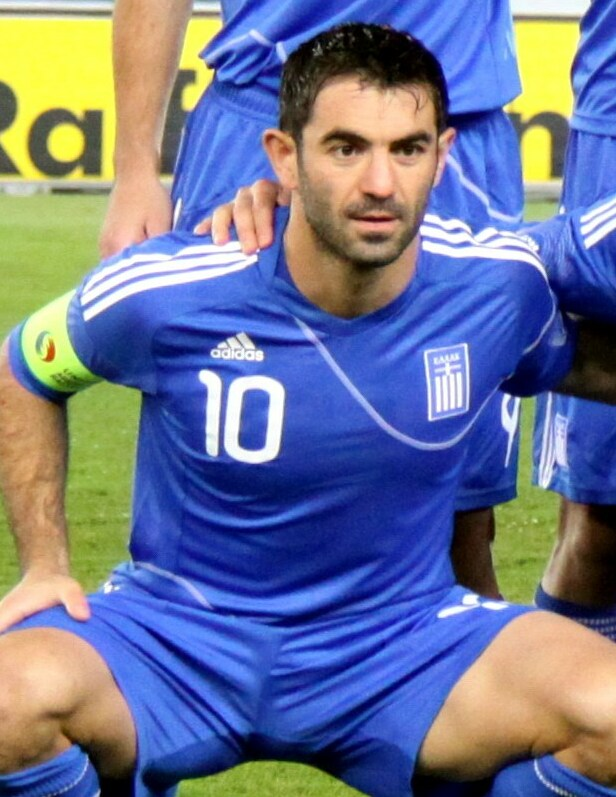
Jórgosz Karangúnisz a válogatottsági csúcstartó 139 mérkőzéssel.

| #  | Név                       | Időszak   | Vál. | Gólok |
| -- | ------------------------- | --------- | ---- | ----- |
| 1  | Jórgosz Karangúnisz       | 1999–2014 | 139  | 10    |
| 2  | Theódorosz Zagorákisz     | 1994–2007 | 120  | 3     |
| 3  | Konsztandínosz Kacuránisz | 2003–2015 | 116  | 10    |
| 4  | Ángelosz Baszinász        | 1999–2009 | 100  | 7     |
| 5  | Sztrátosz Aposztolákisz   | 1986-1998 | 96   | 5     |
| 6  | Andónisz Nikopolídisz     | 1998–2008 | 90   | 0     |
| 7  | Vaszílisz Toroszídisz     | 2007–     | 89   | 9     |
| 8  | Ángelosz Harisztéasz      | 2001–2011 | 88   | 25    |
| 9  | Dimítrisz Szalpingídisz   | 2005–2014 | 82   | 13    |
| 10 | Jórgosz Szamarász         | 2006–     | 81   | 9     |

### Legtöbb gólt szerző játékosok
| #  | Játékos                 | Időszak   | Gólok | Mérk. |
| -- | ----------------------- | --------- | ----- | ----- |
| 1  | Níkosz Anasztópulosz    | 1977–1988 | 29    | 74    |
| 2  | Ángelosz Harisztéasz    | 2001–2011 | 25    | 88    |
| 3  | Theofánisz Gékasz       | 2005–     | 24    | 78    |
| 4  | Dimítrisz Szaravákosz   | 1982–1994 | 22    | 78    |
| 5  | Mimisz Papajoánnu       | 1963–1980 | 21    | 61    |
| 6  | Níkosz Mahlász          | 1993–2002 | 18    | 61    |
| 7  | Démisz Nikolaidisz      | 1995–2004 | 17    | 54    |
| 8  | Panajótisz Caluhídisz   | 1987–1995 | 16    | 76    |
| 9  | Jórgosz Szidérisz       | 1958–1970 | 14    | 28    |
| 10 | Níkosz Liberópulosz     | 1996–2012 | 13    | 76    |
| 10 | Dimítrisz Szalpingídisz | 1996–2012 | 13    | 76    |

### Ismert játékosok
| - Níkosz Anasztópulosz - Ángelosz Baszinász - Ángelosz Harisztéasz - Níkosz Dambízasz - Traianósz Délasz - Tákisz Físzasz - Sztilianósz Janakópulosz - Jánisz Gúmasz - Vaszílisz Hadzipanajísz | - Mihálisz Kapszísz - Jórgosz Karangúnisz - Démisz Nikolaídisz - Andónisz Nikopolídisz - Dimítriosz Papadópulosz - Júrkasz Szeitarídisz - Vaszíliosz Cártasz - Zíszisz Vrízasz - Theódorosz Zagorákisz |